# SS San Giovanni
S.S. San Giovanni este o echipă de fotbal din Borgo Maggiore, San Marino.

## Lotul de jucători
| Nr. |            | Poziție | Jucător              |
| --- | ---------- | ------- | -------------------- |
|     | San Marino | P       | Giuseppe Felicità    |
|     | San Marino | P       | Alessandro Zanfanti  |
|     | San Marino | F       | Vincenzo Boschi      |
|     | San Marino | F       | Alessandro Bruno     |
|     | San Marino | F       | Fabio Giardi         |
|     | San Marino | F       | Franco Guerra        |
|     | San Marino | F       | Antonio Neri         |
|     | San Marino | F       | Juan Carlos Pasquali |
|     | San Marino | F       | Roberto Penserini    |
|     | San Marino | F       | Loris Zafferani      |
|     | San Marino | M       | Marco Canini         |
|     | San Marino | M       | Federico Francini    |

| Nr. |            | Poziție | Jucător            |
| --- | ---------- | ------- | ------------------ |
|     | San Marino | M       | Roberto Gasperoni  |
|     | San Marino | M       | Alberto Lazzari    |
|     | San Marino | M       | Massimiliano Para  |
|     | San Marino | M       | Diego Pasquali     |
|     | San Marino | M       | Matteo Sammaritani |
|     | San Marino | A       | Daniele Berardi    |
|     | San Marino | A       | Marco Gasperoni    |
|     | San Marino | A       | Simone Giardi      |
|     | San Marino | A       | Mauro Guaragno     |
|     | San Marino | A       | Riccardo Pasini    |
|     | San Marino | A       | Davide Rapanelli   |